# 乳突绣线菊
乳突绣线菊（学名：Spiraea papillosa）为蔷薇科绣线菊属下的一个种。